# (20789) Hughgrant
(20789) Hughgrant (2000 SU44) – planetoida z pasa głównego asteroid okrążająca Słońce w ciągu 4,09 lat w średniej odległości 2,55 j.a. Odkryta 28 września 2000 roku.